# Manuel Arias-Paz
Manuel Arias-Paz Guitián ( La Corunya, 1899- Madrid, 1965) va ser un enginyer militar espanyol, coronel de l'Exèrcit, autor de diversos llibres relacionats amb la mecànica i la conducció de l'automòbil, sent el més conegut el Manual d'Automòbils ARIAS-PAZ, anomenat també «La Bíblia.

## Biografia
Va néixer a La Corunya el 1899.  
Va exercir el càrrec de delegat de Premsa i Propaganda a la zona franquista durant la guerra civil espanyola, substituint a Vicente Gay Forner a l'abril de 1937,  sent rellevat del seu lloc per ordre verbal de Franco el 21 de novembre de 1937. Arias-Paz, que no era originalment falangista,  provenia de l'àmbit de la CEDA,  i havia rebut cursos de periodisme del Debat  i col·laborat en l' Editorial Catòlica (per exemple, per al diari Ya ).
Va morir a Madrid el 23 de juny de 1965.

## Manual d'automoció
La seva obra Manual d'Automòbils ARIAS-PAZ, publicada el 1940, i que any rere any s'ha anat renovant i actualitzant, amb 56 edicions amb l'edició de 2006). De llenguatge clar i col·loquial, tot i tractar-se d'un tema tècnic, és el llibre de mecànica descriptiva escrit en castellà, amb major nombre d'edicions
A la fàcil lectura d'aquesta obra, s'uneix l'acompanyament de gràfics i imatges, que per a l'any de la primera edició, va significar una revolució editorial, i encara actualment és el llibre de text recomanat per a tots els que inicien els estudis d'automoció.
L'obra, a la primera edició, té la següent estructura:
- 1. ª part: Funcionament del motor, elements del motor, tipus de motors, greixatge, refrigeració, carburació, elements elèctrics, encès, bugies...
- 2. ª part: Embragatge, canvi de velocitats, pont del darrere, bastidor i suspensió, propulsió, frens, rodes i pneumàtics, avaries i solucions.
- 3. ª part: Ús de l'automòbil, greixatge, neteja, conducció, circulació, accidents...

## Publicacions
L'autor és alhora creador d'altres obres, entre les quals destaquen:
- Motocicletas
- Tractores
- Cartilla de Circulación del Automóvil
- Automóviles Eléctricos
- Prontuario de Autos y Motos
- Gasógenos para Automóviles
- Cartilla de Automóviles (coautor)
- Apuntes de física automovilista (coautor)
- Notas sobre trazado de plazas y cruces de calles
- Apuntes de motores
- Motores de dos tiempos
- Selección y enseñanza de conductores
- Problemas de la circulación y accidentes